# Nana (Zola)
Naná es una de las obras más representativas del escritor Émile Zola, autor francés del siglo XIX, padre del movimiento naturalista y mayor exponente de este. Naná fue publicada en 1880. El título de la obra hace referencia al apelativo que se le da a la protagonista, Anne Copeau, descendiente de la línea familiar de los Macquart, perteneciente a la rama bastarda de la familia, que se ve influida por las taras y defectos de la herencia genética, tal como indica el pensamiento determinista. Esta novela pertenece a la serie Les Rougon-Macquart, conjunto que agrupa 20 obras de este autor, de las cuales las más destacadas son, junto a ésta, La Bestia Humana y Germinal.
La obra pertenece a una serie de tres libros que comparten personajes y también miseria de las clases pobres de la época:
- Naná.
- La taberna.
- Germinal.

El tema fundamental de la obra son las aventuras de la protagonista en la cual predomina una gran personalidad que vive ejerciendo la prostitución. El autor trata de trasmitir la situación de la época a través de la obra y la importancia para la protagonista del dinero en vez de un amor verdadero a través del personaje principal.

## Naturalismo

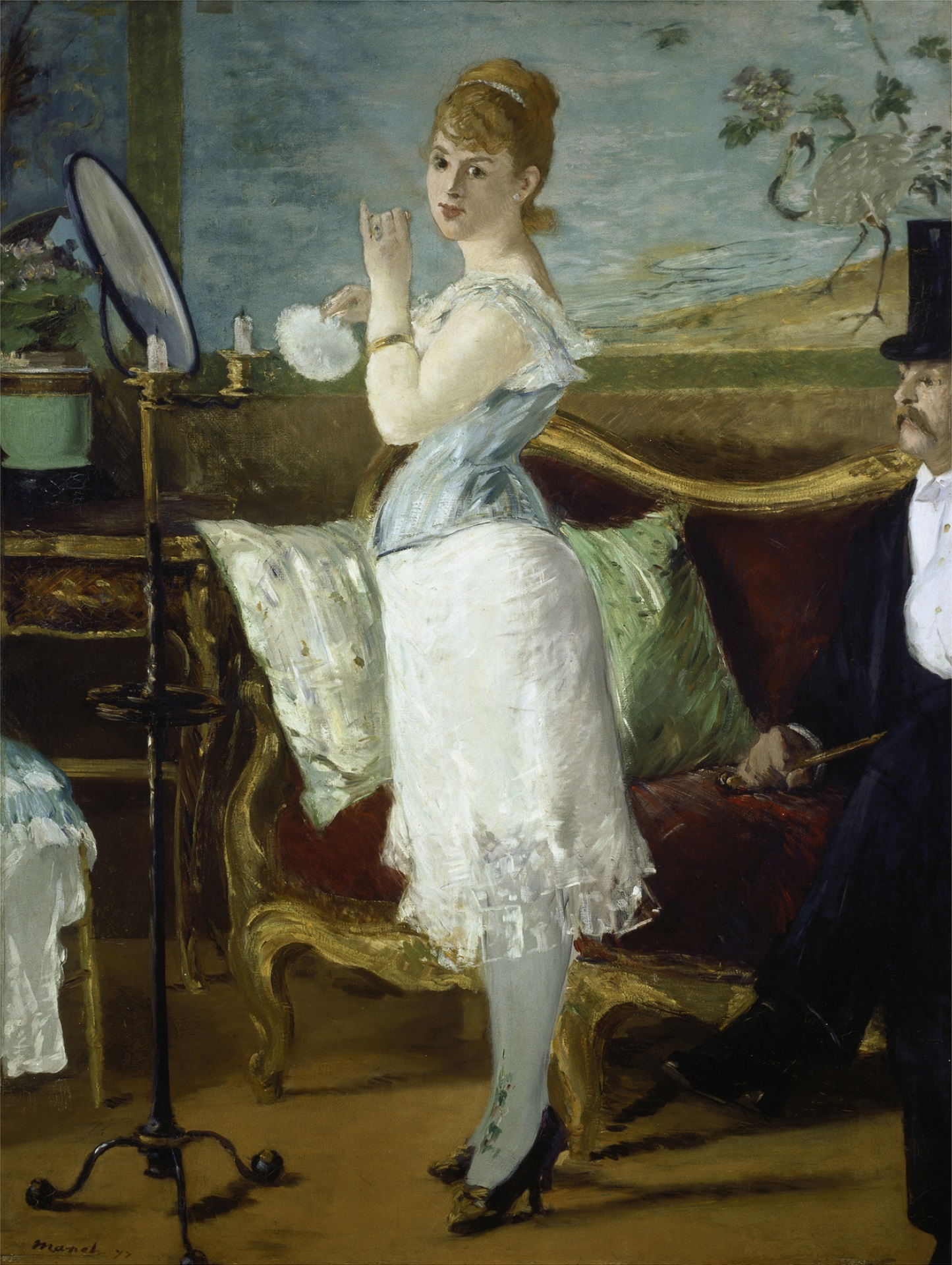
Naná, por Edouard Manet.

El Naturalismo, corriente a la que pertenece esta obra, es un movimiento literario surgido del movimiento realista. El movimiento naturalista continúa el ideal de plasmar la realidad de forma minuciosa y objetiva, pero añadiéndole una visión determinista y pesimista.
Así, el Naturalismo se consagra como movimiento en el que la realidad se nos presenta con la carga añadida de la herencia genética, que limita al humano y le determina, haciendo imposible una huida de las condiciones sociales que le oprimen.

## Les Rougon-Macquart
Les Rougon-Macquart es la serie a la que pertenece Naná. Está formada por 20 novelas, de las cuales Naná pertenece a la novena, aunque se recomienda que por orden de lectura sea la decimoséptima. Esta serie, cuyo subtítulo es Historia natural y social de una familia bajo el segundo imperio, agrupa las características principales del movimiento naturalista.
Les Rougon-Macquart tiene la intención de estudiar los defectos que produce la herencia genética sobre la estirpe de una familia a través de cinco generaciones, que empieza con el ancestro familiar Adelaida Fouque, y que finaliza con un niño nacido años más tarde de la relación incestuosa de Pascal Rougon con la sobrina de Adelaida, Clotilde.
En la serie de Les Rougon-Macquart también se encuentra una doble intención, de inspiración tomada en La Comedia Humana de Balzac. Esta doble intención es la de retratar, con la mayor fidelidad posible, la vida en la Francia del Segundo Imperio. Así, en esta descripción de su época, Zola trata de dar cabida a la sociedad en el marco de los cambios que se estaban produciendo.

## Argumento

Página de título de la edición francesa original de Naná.

La obra trata de la vida de Naná (Anne Copeau), de la rama familiar de los Macquart afectada por las taras genéticas.
Naná es una actriz de variedades que logra suscitar el interés de todo hombre, haciéndole caer en sus redes y en sus encantos. Naná usa su belleza para conseguir lo que desea del sexo masculino, al que luego abandona a su suerte. Es así como Zola da la imagen de una mujer bella, pero corrupta por su genética, que muestra la degradación que puede alcanzar el ser humano por causas deterministas y superiores a él.
La protagonista es una chica muy pobre, pero muy bella, que decidió un día marcharse de casa para abrirse paso como bailarina para lo cual apenas poseía cualidades. Consigue un empleo como bailarina mostrando en él casi todo su cuerpo y de esta manera cautiva a todo su público, en concreto a los hombres, y por ello se hace muy popular. De esta manera los hombres comienzan a satisfacerle en todos sus caprichos e incluso a empobrecerse por culpa de ella.
Naná llega a tener muchos amantes que le proporcionan lujos y fortuna, pero aun así no es capaz de encontrar la felicidad. Ella es una persona de muchos vicios, egoísta, ambiciosa, le importa más el dinero y los lujos que pueda llegar a tener con él que el amor verdadero.

### Capítulo 1
En una noche de abril el teatro Varietés de París desbordaba de gente, la sociedad francesa se congregaba en los pasillos y se amontonaba ansiosa por el estreno de la obra del año “La Venus rubia”. Mucha gente se había reunido esa noche para presenciar la obra en cuestión, entre ellos el periodista Fauchery y su primo Héctor de la Faloise, el banquero Steiner, el conde Muffat de Beuville y su suegro el marqués de Chouard, entre otras personalidades. Cuando la obra comenzó la gente se decepcionó por el primer acto, terriblemente representado, mal dirigido, carente de sentido y lleno de burla. Sin embargo, el segundo y tercer acto fueron dominados por la presencia en escena de la bella Naná, quien había aparecido en escena tras muchas bullas de los presentes, acaparándoles con su belleza y con su presencia, dejando al público de pie y muy satisfecho por esta nueva celebridad. El grito de ¡Naná! ¡Naná! lo llenó todo. Naná había triunfado.

### Capítulo 2
En este capítulo se nos presenta la casa de Naná, que está abarrotada de caballeros que desean conocer a la nueva estrella de la que todo el mundo habla en París. Es en este capítulo donde se nos hace ver el origen humilde de la actriz, pues ésta no se encontraba en el momento de estas visitas en la casa, ya que había salido en búsqueda de un crédito.

### Capítulo 3
La acción se desarrolla en la casa de la familia Muffat. Se trata de una reunión de la alta sociedad, en la que todos los hombres tienen un único tema de conversación, la nueva celebridad de París, Naná, quien había invitado a una futura reunión a algunos de estos invitados.

### Capítulo 4
Tras otra exitosa representación de Naná en el teatro, la casa de ésta es preparada para la reunión. Entre los invitados se encuentran algunos personajes importantes de la obra, como Steiner, Vandreuvres y el conde Muffat, aunque este último rechazó la invitación.
Al comienzo la reunión resultará caótica debido a la diferencia de clases de los invitados, pero más tarde congeniaron en una de las habitaciones de Naná, la cual destrozaron. Este incidente molesta a Naná, quien tras la partida de los invitados sólo piensa en ir con Steiner, el banquero.

### Capítulo 5
Este capítulo comienza con una representación en el teatro de variedades, a la cual va el príncipe en persona para conocer a la nueva estrella parisina, y que causa un gran revuelo.
En este capítulo Naná comienza a enamorar a algunos hombres, como el conde Muffat que empieza a perder parte de sus principios religiosos por los sentimientos que la joven le suscita.

### Capítulo 6
Tras una larga temporada de representaciones Naná decide retirarse a la campiña francesa, donde comienza a disfrutar del campo, que tan poco conocía por haber nacido en la ciudad.
Cerca de allí, los Hugon y los Muffat pasan los días en una casa de campo. Al enterarse ellos de la presencia de Naná en la zona, el conde Muffat y Jorge deciden ir a visitarla, acabando el segundo en la cama de ella haciendo el amor.
Más tarde, Naná decide realizar con los Muffat y los Hugon una excursión por la zona, primero a unas ruinas que no resultan de su agrado, por lo que acaban junto a una vieja señora entrada en años y con grandes honores, que pudo ser modelo de Naná a la vuelta del viaje.

### Capítulo 7
En este capítulo, ya a la vuelta del viaje a la campiña, Muffat va a visitar a Naná a su casa. Éste le confiesa el sufrimiento que le causa su obsesión por ella y el conflicto de sus ideales religiosos con este hecho. Ella, fría y controladora, acaba echándole de su casa.
A la salida, Muffat se encuentra con Steiner y vuelven a entrar en la casa, donde encuentran a Naná en el lecho haciendo el amor con Fountan. Tras esto, ella les echa diciendo que deben ser más pacientes y cariñosos si realmente pretenden tener algo con ella.

### Capítulo 8
La relación de Naná con Fountan se hace estable, siendo al principio dulce y alegre. Sin embargo, con el paso del tiempo, el comportamiento de Fountan hacia Naná se vuelve agresivo, llegando a abusar de ella y a golpearla para sentirse seguro de su fidelidad.
Naná termina refugiándose en su amiga Satin, quien llega a ser prácticamente una amante para ella y con el tiempo termina por huir de Fountan y acaba volviendo con su tía, la cual le informa de que su hijo está enfermo.

### Capítulo 9
Naná vuelve al mundo del teatro tras estar mucho tiempo alejada de éste. Al principio le entregan un papel secundario, pero acaba logrando que le quiten el papel principal a Rosa Mignon y se lo den a ella. Así en la primera actuación Rosa logra ridiculizar a Naná delante del público. Tras esto Naná, quien ha dejado al público con cierto sentimiento de burla, decide que si no es respetada como una gran actriz, lo será como una importante señora.

### Capítulo 10
Tras perder parte del respeto del público, Naná se dedica a despilfarrar la fortuna del conde Muffat en hacer del hotel en el que vivía un lugar de lo más lujoso. El conde era a estas alturas su amante y protector, y pagaba los innumerables caprichos que Naná tenía.
Poco tiempo después, Naná comenzó a tener cada vez más visitas, como las de Jorge, las de su hermano Felipe, las de Satin y otras, que pasaban por su lujosa casa, en la que el dinero iba y venía continuamente en aras de la satisfacción de Naná.

### Capítulo 11
Se celebra una importante carrera de caballos a la que Naná asiste con algunas de sus amistades. Entre éstas, Muffat y Vandreuvres, que apuestan el poco dinero que les quedaba tras haber pasado éste por manos de Naná. Tras ganar una yegua cuyo nombre era el mismo que la protagonista, Vandreuvres, arruinado, decide suicidarse en vez de afrontar su futuro.

### Capítulo 12
Naná se ve sumida en una gran crisis existencial debido a un reciente aborto que tuvo, lo cual suscita la preocupación de Jorge y del conde Muffat.
Por otro lado, en este capítulo se nos relata la boda de la hija del conde, que levanta diversas opiniones tanto por la parte del novio como por la de la novia.

### Capítulo 13
Este capítulo representa una de las partes más difíciles de la vida de Naná.
En primer lugar, Naná comienza a sufrir grandes pérdidas del dinero suscitadas por el hotel. A esto se le suma la ruina de la familia Hugon al ser encarcelado Felipe y al suicidarse Jorge, víctima del engaño de Naná, quien le había visto como una distracción.
También el conde Muffat había tenido grandes pérdidas de dinero por el gasto de su fortuna por Naná, quien no había dado nada a cambio de los sufrimientos del conde, por lo que acaban discutiendo. Sin embargo, el desenlace de la historia de Naná con el conde sólo llegaría cuando éste la encuentra en brazos de otro hombre, lo que hace que éste la abandone y decida retomar su antigua vida.

### Capítulo 14
Cuando Naná consideró que ya había consumido suficientes hombres, tiempo y dinero, decide salir de Francia y conocer parte del mundo. Durante sus viajes, pasa por lugares como Rusia o El Cairo, generando en Francia numerosas historias sobre la vida de la antigua actriz.
Finalmente vuelve a Francia tras haber contraído la viruela y se aloja en la habitación de un gran hotel, donde muere mientras el pueblo francés sale a la defensa de la nación frente al ejército prusiano.

## Miniserie de TV
En 1981 se realizó en Francia la Miniserie de TV "Naná" basada en la novela y protagonizada por Véronique Guenest.

## Otras obras del autor
La obra más representativa de Émile Zola es Thérèse Raquin, novela en cuyo prólogo enunciaba la teoría del Naturalismo. Otras series destacadas de Émile Zola son Las Tres Ciudades, o Los Cuatro Evangelios, aunque no tienen ni la misma dimensión ni la misma importancia que Les Rougon-Macquart. También es conocida la carta titulada J’accuse...!, publicada en la revista L'Aurore, que tuvo una gran repercusión en los medios de la época y en el caso Dreyfus, y que es relacionada con las extrañas causas de la muerte del escritor.